# Net Asset Value
Net Asset Value (NAV) (in italiano Valore del patrimonio netto) è un metodo usato dalle società d'investimento per valutare il rendimento azionario nei loro portafogli e serve principalmente per:
- Vendere nuove quote
- Rimborsare le quote esistenti

Net Asset Value (NAV) = (attività di mercato degli asset - passività) / quote in circolazione
Tenuto conto che i fondi comuni pagano praticamente tutti i loro redditi e plusvalenze in forma di interessi e dividendi, il Total Return è una misura migliore del valore di un portafoglio.
Nel caso dei fondi comuni di investimento di tipo aperto il NAV viene calcolato quotidianamente e comunicato attraverso i principali quotidiani a diffusione nazionale, valorizzato dal prezzo di chiusura a fine giornata delle varie attività in portafoglio; nel caso dei fondi chiusi, il NAV viene calcolato con frequenza meno elevata (solitamente mensile).
Il NAV viene contabilizzato a bilancio. Il suo valore può discostarsi dal prezzo di mercato per le quote del fondo, non appena queste iniziano ad essere scambiate in Borsa: il prezzo viene determinato dall'incontro di domanda e offerta, che a loro volta dipendono da altri fattori, non tutti riconducibili al bilancio di esercizio.
L'investitore può scegliere se vendere le quote al prezzo di Borsa (che può anche essere inferiore al valore nominale e determinare una perdita secca in conto capitale), oppure di avvalersi delle finestre di entrata-uscita previste una/due volte all'anno (es. maggio/giugno e ottobre/dicembre) ad un prezzo prestabilito -non di Borsa- nel contratto per la vendita o l'acquisto di nuove quote: in alcuni fondi, il regolamento limita la finestra di uscita al fatto che sia possibile usufruirne solo se ci sono sufficienti nuove domande di sottoscrizione, altrimenti si slitta alla finestra successiva. Il fondo non si impegna al buy-back di quote proprie, nel caso in cui il socio che vuole vendere non trovi una domanda corrispondente di nuove quote.
La finestra di entrata-uscita ha l'utilità di calmierare i prezzi di Borsa, con un mercato secondario (quello delle finestre) che opera acquisti e vendite ad un prezzo prestabilito contrattualmente.
Il NAV viene anche definito come il valore patrimoniale netto del fondo, secondo una definizione anglosassone.